# バークレイ・ジェイムス・ハーヴェスト
バークレイ・ジェイムス・ハーヴェスト（Barclay James Harvest）は、イングランドのプログレッシブ・ロック・バンドである。1966年9月、ギタリストでボーカリストのジョン・リーズ（1947年）、ベーシストでボーカリストのレス・ホルロイド（1948年）、キーボード奏者でボーカリストのスチュアート・ウーリー・ウォルステンホルム（1947年–2010年）、ドラマーでパーカッショニストのメル・プリッチャード（1948年–2004年）によってオールダムにて結成された。

## 略歴
1968年初頭に英国のEMI傘下のパーロフォン・レーベルとシングル契約を結んだ後、彼らはより漸進的に傾斜したハーヴェスト・レーベルに移籍した。国際バークレイ・ジェイムス・ハーヴェスト・ファン・クラブによると、バンド名は特に何も意味していないという。他の可能性あるいろいろな名前を使い果たしたバンドのメンバーたちはそれぞれ、たくさんの紙にひとつの言葉を書き入れ、その紙を帽子から1枚ずつ引いていった。バンドと共に歌っていた男の名前「ジェイムス」、農家に住んでいたことに起因する「ハーヴェスト」、金を稼ぐことを志したためにバークレイズ銀行から取られた「バークレイ」という3つの言葉が残るまでは、すべての言葉が拒否された。その後、これらが再配置されて「バークレイ・ジェイムス・ハーヴェスト」という最高の名前が付けられた。
セルフタイトルのデビュー・アルバムは1970年半ばに好評のうちにリリースされたが、売上はほとんどなかった。2枚目のアルバム『ワンス・アゲイン』はさらに好評を博し、その後のツアーはロバート・ジョン・ゴドフリーの指導の下、フル・オーケストラで行われた。サード・アルバム『アンド・アザー・ショート・ストーリーズ』はさらに大きな成果を上げたが、ゴドフリーがグループで最も一貫して人気のあるトラックの1つである「Mocking Bird」の作曲を巡ってバンドを離れた後、マーティン・フォードがオーケストラ作品を監督するようになった。
1972年に4枚目のアルバム『ベイビー・ジェイムス・ハーヴェスト』がリリースされると、ツアーのプレッシャーがバンドに影響を与え始めた。
このアルバムの後、彼らはEMIを去り、ハーヴェイ・リスバーグのマネージメントに移って、ポリドールと契約した。次のアルバム『宇宙の子供』（1974年）は、多くの人が彼らの芸術的な最高到達点だと見なしている。このことは、ラジオ・キャロラインで広く流されているアルバムとなり、放送局の「Top 100 All Time Albums Chart」に登場したことによって示されていた。また、そのことがバンドを導き、ジョン・ピールの「BBCラジオ1セッション」に招待された。しかしながら、アラン・フリーマンは、1970年代と、1989年から1993年に戻ったときに、放送局のバンドのメイン・チャンピオンになることを予測した。1974年後半に続いて発表された2枚組ライブ・アルバム『バークレイ・ジェームス・ハーヴェスト・ライヴ』は、確固たるファン層を基盤に構築され、英国で初めてチャートに載り、40位に達した。アルバム『神話の中の亡霊』（1975年）は、米国でレコーディングされた有名曲「Titles」を収録し、英国でもチャートに載り、32位にまで達した。アルバム『妖精王』は1976年に続いて発表され、英国で19位まで達している。彼らはついに1977年のアルバム『ゴーン・トゥ・アース』でヨーロッパ本土におけるメインストリーム市場に参入した。そこには、ムーディー・ブルースの曲「Nights in White Satin」へのオマージュである「Poor Man's Moody Blues」が収録されている。
1970年代のバンドのサウンドのトレードマークであったメロトロンを演奏するウォルステンホルムは、アルバム『XII』（1978年）の後、1979年にバンドを脱退した。彼はバンド「Maestoso」で短いソロ・キャリアを追求した後、BJHが本格的に2つに分割されたときにジョン・リーズと再合流するまでは音楽業界から引退していた。
残された3人のメンバーはバンドを継続した。1980年8月、彼らは西ベルリンの国会議事堂前でフリー・コンサートを行い、25万人が参加したと推定されている。彼らは1987年7月14日に東ベルリンのトレプタワー・パークで17万人を超える聴衆を前に演奏し、東ドイツの野外コンサートで演奏した最初の西側のロックバンドとなった（グラスノスチが東部圏で始まった後、ベルリンの壁崩壊前の2年以上）。
バンドは、1998年までレギュラー・ゲスト・ミュージシャンを加えつつ、トリオとして継続した。1990年にプロデュースされたアルバム『ウェルカム・トゥ・ザ・ショー』は、略称の「BJH」名義でリリースされた。ただし、ファンからの批判により、BJHという馴染みの呼称だったにもかかわらず、正式名称が再度使われるようになった。
1998年、BJHメンバー間の音楽の違いにより、バンドは本質的に異なる2つのグループへと分裂し、それぞれがその名前の一部に「Barclay James Harvest」を保持した。ジョン・リーズは、バンドの新曲と旧曲をミックスしたアルバム『Nexus』をリリースし、「ジョン・リーズの目を通じて見たバークレイ・ジェイムス・ハーヴェスト (Barclay James Harvest Through the Eyes of John Lees)」という名前でリリースした。ウーリー・ウォルステンホルムはこのバンドで演奏（および作曲）し、その後、「Maestoso」を復活させて、新しい素材とバックカタログのお気に入り曲でレコーディングとツアーを行った。レス・ホルロイドとメル・プリッチャードはチームを組んで「バークレイ・ジェイムス・ハーヴェスト・フィーチャリング・レス・ホルロイド」という名前でレコーディングを行った。2006年7月、リーズとウォルステンホルムは、わずかに修正されたバンド名「ジョン・リーズ・バークレイ・ジェームズ・ハーヴェスト」の下でツアーを行った。
メル・プリッチャードは2004年初頭、心臓発作で突然に亡くなった。ウーリー・ウォルステンホルムは長年、うつ病に苦しんでいたようで、2010年12月に命を落とした。
バークレイ・ジェイムス・ハーヴェストの2つの派生バンドは、今日までレコーディングとツアーを続けており、特にドイツ、フランス、スイスで人気が続いている。

## ジョン・リーズ・バークレイ・ジェームズ・ハーヴェスト（1998年以降）
このバークレイ・ジェイムス・ハーヴェストの派生バンドは、ジョン・リーズ、ベーシストのクレイグ・フレッチャー、ドラマーのケヴィン・ホワイトヘッド、キーボード奏者のジェズ・スミスをフィーチャーしている。バンドはもともと、2010年12月に亡くなる前、キーボードのスチュアート・ウーリー・ウォルステンホルムをフィーチャーしていた。グループは1999年にアルバム『Nexus』を録音するために結成された。クレイグ・フレッチャーとケヴィン・ホワイトヘッドはウォルステンホルムのバンド「Maestoso」から、ジョンとウーリーはオリジナルのバークレイ・ジェイムス・ハーヴェストからのメンバーであった。バンドは2006年にイギリスとヨーロッパをツアーし、ロンドンのシェパーズブッシュ・エンパイアでライブ・アルバム『Legacy』をレコーディングした。それ以来、バンドは英国の会場で演奏したが、ヨーロッパのその他の地域でも成功を収めている。バンドは2009年に再び英国をツアーした。彼らは、ドイツのバートホンブルクのブランデンブルク門で開催されたベルリン・ウォール・アニバーサリー・フェスティバルにて、JLBJHの最高参加者17,500人、最近ではポルトガルのポルトで5,000人の参加者を前に演奏した。バンドは最近、アメリカ合衆国を訪れ、フィラデルフィアで演奏した。ジョン・リーズ・バークレイ・ジェームズ・ハーヴェストは現在、エソテリック・レコーディングスと契約を交わしマネージメントされている。レーベルの創設者であるマーク・パウエルがバンド・マネージャーとして働いている。2013年10月、JLBJHは、ジョン自身の「Friamere Studios」で録音された、まったく新しいマテリアルによるスタジオ・アルバム『North』をリリースした。限定のヴァイナル盤、CD、そしてバクストン・オペラハウスでライブ録音されたボーナスディスク付きのデラックスCDで発売されている。『North』は非常に好評で、2013年第4四半期のチェリーレッドの最大の販売アルバムになった。バンドはアルバムをプロモーションするために英国ツアーで9つのギグを行い、その後、ドイツの放送局「SWR1」でクリスマスのライブ・ラジオ・コンサートを行った。
バンドは以前、ゲスト・ミュージシャンとしてジェフ・リーチとマイク・ブラムウェルをフィーチャーしていた。

## バークレイ・ジェイムス・ハーヴェスト・フィーチャリング・レス・ホルロイド（2002年以降）
2001年に、レス・ホルロイドとメル・プリッチャードはスタジオへと戻り、元サッド・カフェのメンバーであるイアン・ウィルソンとマイケル・バイロン・ヒーヒル、スティーヴ・バトラー、スティーヴ・ピゴット（シェール、マイク・アンド・ザ・メカニックス）、ジョン・バンドリック（ザ・フーの準メンバー）とともにアルバム『Revolution Days』をレコーディングした。『Revolution Days』は2002年にリリースされ、リード・ギターとボーカルのマイケル・バイロン＝ヒーハー、ギターとボーカルのイアン・ウィルソン、キーボード、パーカッション、ボーカルのスティーヴ・バトラー、ドラムのクリス・ジェイゴ、キーボードとボーカルで元BJHサイドマンのコリン・ブラウンというツアー・バンドの面々が、ホルロイドとプリッチャードと一緒になった。最初のショーは2002年8月のコルマール・ワイン・フェスティバルであった。その年の10月と11月に、彼らは最初のヨーロッパ・ツアーを実施した。2003年にはさらに多くのツアーとフェスティバルが続いた。
2004年1月、バンドはチューリッヒ・ハレンスタディオンの壮大な「アート・オン・アイス」で、スーパートランプのロジャー・ホジソン、ジョン・ヘリウェル、ボブ・シーベンバーグ、ムーディー・ブルースのジャスティン・ヘイワード、フリートウッド・マックのジェレミー・スペンサーと共演した。英国に戻ると、メル・プリッチャードは心臓発作で亡くなった。
2005年1月、BJHFLHはエイジア・フィーチャリング・ジョン・ペインのサポートとしてツアーを行い、同年3月に英国の4本のショーに応えた。2006年、彼らは25人編成のプラハ・フィルハーモニック・オーケストラと「クラシック・ミーツ・ロック・シンフォニック・バークレー・ツアー」を実施した。2007年7月、彼らは英国をツアーした。レス・ホルロイドとマイケル・バイロン＝ヒーハーは、アラン・サイモンのアルバム『Excalibur II』に参加しており、レスは2010年のステージにも参加した。また、サイモンのロックオペラ『Anne de Bretagne』のライブ・ショーにも出演した。2011年、レスはイアン・ギラン、ルー・グラム、ダン・マッカファーティーと、ボヘミアン・シンフォニー・オーケストラと共演する「ロック・ミーツ・クラシック・ツアー」に参加し、「Hymn」「Mocking Bird」「Ring Of Changes」「Life Is For Living」というBJHの4曲を演奏した。
まだヨーロッパをツアーしている間に、バンドはアコースティック・セットをライブに導入し、「Poor Boy Blues」「Friend of Mine」「Crazy City」などの古いお気に入り曲とボーカル・ハーモニーを披露した。彼らは2012年の冬のツアーをレコーディングした。

## その他の作品
バンドは1972年に「ボンバディル (Bombadil)」の仮名でシングル「Breathless / When the City Sleeps」をリリースした。インストゥルメンタル曲の「Breathless」には、「Terry Bull」（実際にはジョン・リーズ）とクレジットされた。B面の「When the City Sleeps」は、「Lester Forest」（実際にはウーリー・ウォルステンホルム）とクレジットされ、すべての楽器を演奏し、歌った。このあいまいな曲は、『Life on Mars』2007年シリーズのサウンドトラックに登場したが、CDリリース時には収録されていなかった。

## メンバー

### バークレイ・ジェイムス・ハーヴェスト (1966年–1998年)
- ジョン・リーズ (John Lees) – ボーカル、ギター (1966年–1998年)
- レス・ホルロイド (Les Holroyd) – ボーカル、ベース、キーボード (1966年–1998年)
- メル・プリッチャード (Mel Pritchard) – ドラム、パーカッション (1966年–1998年) ※2004年死去
- スチュアート・ウーリー・ウォルステンホルム (Stuart "Woolly" Wolstenholme) – ボーカル、メロトロン、キーボード、ギター (1966年–1979年) ※2010年死去

### ジョン・リーズ・バークレイ・ジェームズ・ハーヴェスト
最新メンバー
- ジョン・リーズ (John Lees) – ボーカル、ギター (1998年– )
- クレイグ・フレッチャー (Craig Fletcher) – ベース (1998年– )
- ケヴィン・ホワイトヘッド (Kevin Whitehead) – ドラム、パーカッション (1998年– )
- ジェズ・スミス (Jez Smith) – キーボード (2009年– )

旧メンバー
- スチュアート・ウーリー・ウォルステンホルム (Stuart "Woolly" Wolstenholme) – ボーカル、メロトロン、キーボード、ギター (1998年–2010年)

ゲスト・ミュージシャン
- ジェフ・リーチ (Jeff Leach) – キーボード (1998年–2006年)
- マイク・ブロウェル (Mike Bramwell) – キーボード (2006年–2009年)
- ジョン・ジョセフ・リーズ (John Joseph Lees) – コルネット (2006年、2009年)
- リズ・フィッツパトリック (Liz Fitzpatrick) – トランペット (2009年)

### バークレイ・ジェイムス・ハーヴェスト・フィーチャリング・レス・ホルロイド
最新メンバー
- レス・ホルロイド (Les Holroyd) – ボーカル、ベース、ギター、キーボード (2002年– )
- コリン・ブラウン (Colin Browne) – キーボード、ギター (2002年– )
- スティーヴ・バトラー (Steve Butler) – ギター、キーボード (2002年– )
- マイケル・バイロン＝ヒーハー (Michael Byron-Hehir) – リード・ギター (2002年– )
- ルイ・パーマー (Louie Palmer) – ドラム、パーカッション (2011年– )

旧メンバー
- メル・プリッチャード (Mel Pritchard) – ドラム、パーカッション (2002年–2004年)
- イアン・ウィルソン (Ian Wilson) – ギター (2002年–2009年)
- クリス・ジェイゴ (Chris Jago) – ドラム、パーカッション (2002年–2003年、2004年–2005年)
- ロイ・マーティン (Roy Martin) – ドラム、パーカッション (2003年–2004年、2006年–2007年)
- ポール・ウォルシャム (Paul Walsham) – ドラム、パーカッション (2005年–2006年、2007年–2011年)

## ディスコグラフィ

### スタジオ・アルバム
バークレイ・ジェイムス・ハーヴェスト
- 『バークレイ・ジェイムス・ハーヴェスト』 - Barclay James Harvest (1970年)
- 『ワンス・アゲイン』 - Once Again (1971年)
- 『アンド・アザー・ショート・ストーリーズ』 - Barclay James Harvest And Other Short Stories (1971年) ※旧邦題『バークレイ・ジェームス・ハーヴェストのお話』
- 『ベイビー・ジェイムス・ハーヴェスト』 - Baby James Harvest (1972年)
- 『宇宙の子供』 - Everyone Is Everybody Else (1974年)
- 『神話の中の亡霊』 - Time Honoured Ghosts (1975年)
- 『妖精王』 - Octoberon (1976年)
- 『ゴーン・トゥ・アース』 - Gone to Earth (1977年) ※旧邦題『静寂の海』
- 『XII』 - XII (1978年)
- 『アイズ・オヴ・ジ・ユニヴァース』 - Eyes of the Universe (1979年)
- 『ターン・オブ・ザ・タイド』 - Turn of the Tide (1981年)
- 『リング・オブ・チェンジス』 - Ring of Changes (1983年)
- 『ヴィクティムズ・オブ・サーカムスタンス』 - Victims of Circumstance (1984年)
- 『フェイス・トゥ・フェイス』 - Face to Face (1987年)
- 『ウェルカム・トゥ・ザ・ショー』 - Welcome to the Show (1990年)
- 『コート・イン・ザ・ライト』 - Caught in the Light (1993年)
- River of Dreams (1997年)

ジョン・リーズ・バークレイ・ジェームズ・ハーヴェスト
- Nexus (1999年)
- North (2013年)

バークレイ・ジェイムス・ハーヴェスト・フィーチャリング・レス・ホルロイド
- Revolution Days (2002年)

### ライブ・アルバム
バークレイ・ジェイムス・ハーヴェスト
- 『バークレイ・ジェームス・ハーヴェスト・ライヴ』 - Live (1974年)
- 『ライヴ・テイプス』 - Live Tapes (1978年)
- 『ア・コンサート・フォー・ザ・ピープル(ベルリン)』 - Berlin – A Concert for the People (1982年)
- 『グラスノスト』 - Glasnost (1988年)
- BBC in Concert 1972 (2002年)
- After The Day The Radio Broadcasts 1974–1976 (2008年)

ジョン・リーズ・バークレイ・ジェームズ・ハーヴェスト
- Revival Live 1999 (2000年)
- 『“レガシー”ライヴ・アット・シェパード・ブッシュ・エンパイア』 - Legacy - Live at the Shepherds Bush Empire, London 2006 (2007年)

バークレイ・ジェイムス・ハーヴェスト・フィーチャリング・レス・ホルロイド
- Live in Bonn (2003年)
- Classic Meets Rock (2006年) ※with Prague Philharmonic Orchestra

### コンピレーション・アルバム
バークレイ・ジェイムス・ハーヴェスト
- Early Morning Onwards (1972年)
- 『ベスト・オヴ・バークレイ・ジェームス・ハーヴェスト』 - The Best of Barclay James Harvest (1977年)
- The Best of Barclay James Harvest, Volume 2 (1979年)
- Mocking Bird – The Early Years (1980年)
- The Best of Barclay James Harvest, Volume 3 (1981年)
- The Compact Story of BJH (1985年)
- Another Arable Parable (1987年)
- Alone We Fly (1990年)
- The Harvest Years (1991年)
- The Best of Barclay James Harvest (1992年)
- Sorcerers and Keepers (1993年)
- Endless Dream (1996年)
- The Best of Barclay James Harvest (1997年)
- Mocking Bird (1997年)
- Master Series (1999年)
- The Collection (2000年)
- Mockingbird (2001年)
- Mocking Bird – The Best of Barclay James Harvest (2001年)
- All Is Safely Gathered In (2005年)
- Sea of Tranquility: The Polydor Years 1974–1997 (2009年)
- Taking Some Time On: The Parlophone-Harvest Years (1968–73) (2011年)
- Child of the Universe: The Essential Collection (2013年)
- Titles: The Best Of Barclay James Harvest (2013年)

バークレイ・ジェイムス・ハーヴェスト・フィーチャリング・レス・ホルロイド
- Evolution Years – The Best of Barclay James Harvest featuring the songs of Les Holroyd (2003年)
- That Was Then ... This Is Now (2010年)